# Herrlisheim-près-Colmar
Herrlisheim-près-Colmar é uma comuna francesa na região administrativa de Grande Leste, no departamento Alto Reno. Estende-se por uma área de 7,7 km². Em 2010 a comuna tinha 1 865 habitantes (densidade: 242,2 hab./km²).